# Góra Świętej Małgorzaty (Łódź)
Pour les articles homonymes, voir Góra Świętej Małgorzaty.
Góra Świętej Małgorzaty (prononcé en polonais : [ˈɡura ˈɕfjɛntɛi̯ mau̯ɡɔˈʐatɨ]) est un village de la gmina de Góra Świętej Małgorzaty, du powiat de Łęczyca, dans la voïvodie de Łódź, situé dans le centre de la Pologne.
Le village est le siège administratif (chef-lieu) de la gmina rurale appelée gmina de Góra Świętej Małgorzaty.
Il se situe à environ 8 kilomètres à l'est de Łęczyca (siège du powiat) et 32 kilomètres au nord de Łódź (capitale de la voïvodie).

## Administration
De 1975 à 1998, le village était attaché administrativement à l'ancienne voïvodie de Płock.

Depuis 1999, il fait partie de la nouvelle voïvodie de Łódź.